# Más País
Más País (deutsch „Mehr Land“) war eine progressive politische Partei in Spanien, welche im September 2019 von Íñigo Errejón gegründet wurde. 2023 ging sie in der Partei Movimiento Sumar auf.

## Geschichte

### Gründung
Nachdem die Bildung einer linken Koalition zwischen dem Partido Socialista Obrero Español und der linkspopulistischen Partei Podemos gescheitert war und die Spanische Parlamentswahl im November 2019 ausgerufen worden war, gründete Errejón, ein ehemaliges Gründungsmitglied von Podemos, seine eigene Partei, um bei dieser Wahl zu kandidieren. Der Politiker war bereits im Umfeld der lokalen Wahlplattform der Madrider Bürgermeisterin Manuela Carmena, Más Madrid, aktiv und hatte zuvor mit Podemos bereits gebrochen. Formell handelte es sich auch nicht um eine Neugründung, sondern um eine Umbenennung von Más Madrid unter Ausweitung ihres Aktionsradius von regionaler auf die nationale Ebene. Das landesweite Antreten der Partei wird laut politischen Beobachtern zu einer weiteren Fragmentierung der Wählerstimmen im linken Lager beitragen. Umfragen sahen die Partei bei etwa 5 % der Stimmen.
Errejón wollte laut eigener Aussage der befürchteten Frustration linker Wähler entgegenwirken und ihnen eine Möglichkeit bieten, einer linken Partei abseits von PSOE und Podemos ihre Stimme zu geben.
Kurz nach ihrer Gründung erreichte die Partei ein Abkommen mit der Partei Equo, um in einigen Wahlkreisen gemeinsam anzutreten.
Als Wahlslogan führte das Bündnis „Desbloquear, avanzar, Más País“ (zu deutsch in etwa: Löst die Blockade, macht Fortschritt, mehr Land).

### Parlamentswahl 2019
Bei der ersten Wahlteilnahme zog Más País auf Anhieb in das spanische Abgeordnetenhaus ein. Bei den Parlamentswahlen im November 2019 erreichte die Partei in Madrid 5,64 % und in Valencia 6,93 %, wodurch Más País insgesamt drei Mandate (zwei in Madrid, eins in Valencia) gewann. Landesweit erhielt die Partei 2,40 % aller Stimmen, womit man diesbezüglich die siebentstärkste Partei Spaniens wurde. Anzumerken ist dabei, dass die Partei nur in 18 der 59 spanischen Wahlkreise wählbar war. Da Umfragen vor der Wahl jedoch teilweise höhere Mandatsgewinne für Más País voraussagten, zeigte sich der Vorsitzende Errejón trotz des Parlamentseinzuges unzufrieden.

### Parlamentswahl 2023
Zur Parlamentswahl 2023 trat Más País in der Gemeinschaftskandidatur Sumar an, zu der auch weitere Linksparteien wie Podemos, Izquierda Unida sowie linke Klein- und Regionalparteien gehörten. Das Bündnis errang 12,33 % der Stimmen und bildete nach der Wahl eine Koalition mit der sozialdemokratischen PSOE. Seitdem stellt Más País bzw. Más Madrid die Gesundheitsministerin Mónica García.

### Auflösung
Nach der Parlamentswahl 2023 begann Más País mit der Auflösung und wurde Teil der Partei Movimiento Sumar. Die in Madrid vorhandenen Strukturen blieben als Más Madrid erhalten.